# Giorgio by Moroder
Giorgio by Moroder是法國電子音樂雙人組蠢朋克的歌曲，收錄於他們第四張錄音室專輯超時空記憶體內，作為專輯的第三首曲目發行。意大利音樂家乔治·莫罗德尔替歌曲特別錄製了獨白，講述他的早年生活生涯。憑藉專輯的下載量，该歌曲登上法國和瑞典的音樂排行榜。

## 背景

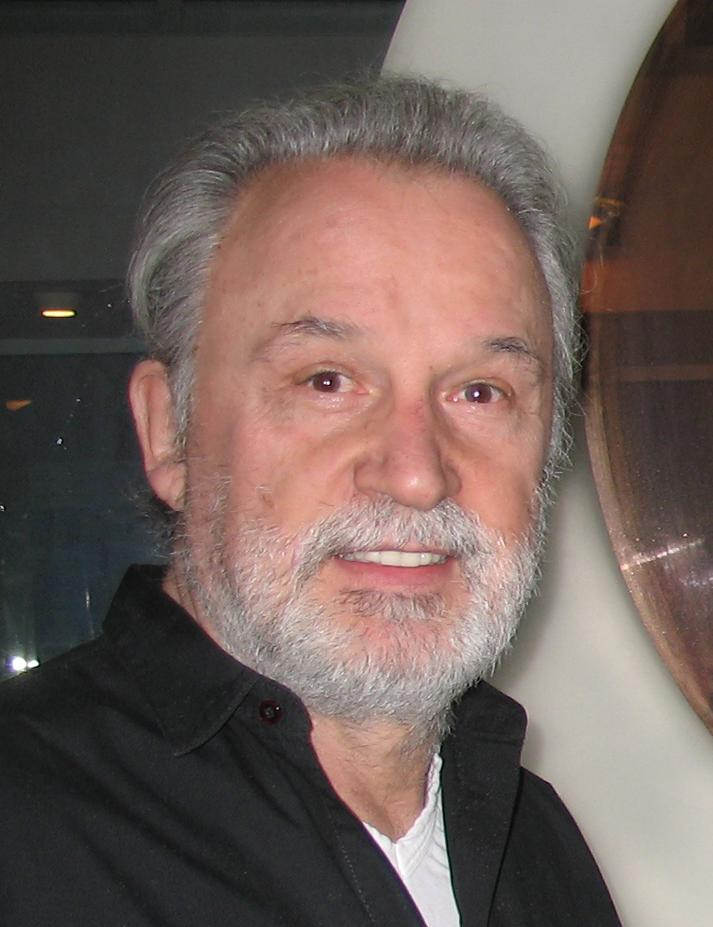
〈Giorgio by Moroder〉迎來喬治歐·莫瑞德客串獻聲

喬治歐·莫瑞德於2012年5月首次公開提及他與蠢朋克克的合作，他透露自己替專輯中的一首曲目錄製關於他生活的獨白。蠢朋克的出發點是將他受訪的聲音完整記錄下來，並將其節選剪輯成一首紀錄片歌曲。〈Giorgio by Moroder〉內含對音樂自由的隱喻。蠢朋克表示，他們一直以來都致力於打破音樂流派、好與壞品味、時髦與不時髦間的障礙，而莫瑞德的正是他們心中的榜樣。他們此前曾聯繫過莫瑞德，希望能與他攜手為電影《創：光速戰記》配樂，但計畫始終未能實現。
莫瑞德澄清說他沒有參與歌曲的創作：「他們根本不讓我參與。托马斯問我是否想講述我的人生故事。然後他們就知道該怎麼處理。」他進一步解釋道，他不知道他們將如何整合他的獨白，一度認為這對雙人組「可能會把它剪成饒舌」。蠢朋克以他們多年前製作的演示帶為基礎進行作曲，他們認為它與莫瑞德的風格相似。在聽到歌曲的完整版後，莫羅德發覺歌曲的靈感來自他自己的作品，像是他與唐娜·桑默合作的〈I Feel Love〉。

## 榜單成績
| 榜單（2013年）                               | 峰值 |
| -------------------------------------------- | ---- |
| 法国（法國唱片出版業公會單曲榜）             | 54   |
| 瑞典（瑞典最熱榜）                           | 57   |
| UK Streaming (Official Streaming Chart)      | 13   |
| 美國（《告示牌》Hot Dance/Electronic Songs） | 22   |

| 榜單（2013年）                            | 峰值 |
| ----------------------------------------- | ---- |
| US Hot Dance/Electronic Songs (Billboard) | 57   |

## 外部鏈結
- Giorgio by Moroder在SoundCloud上的页面